# Pimpen

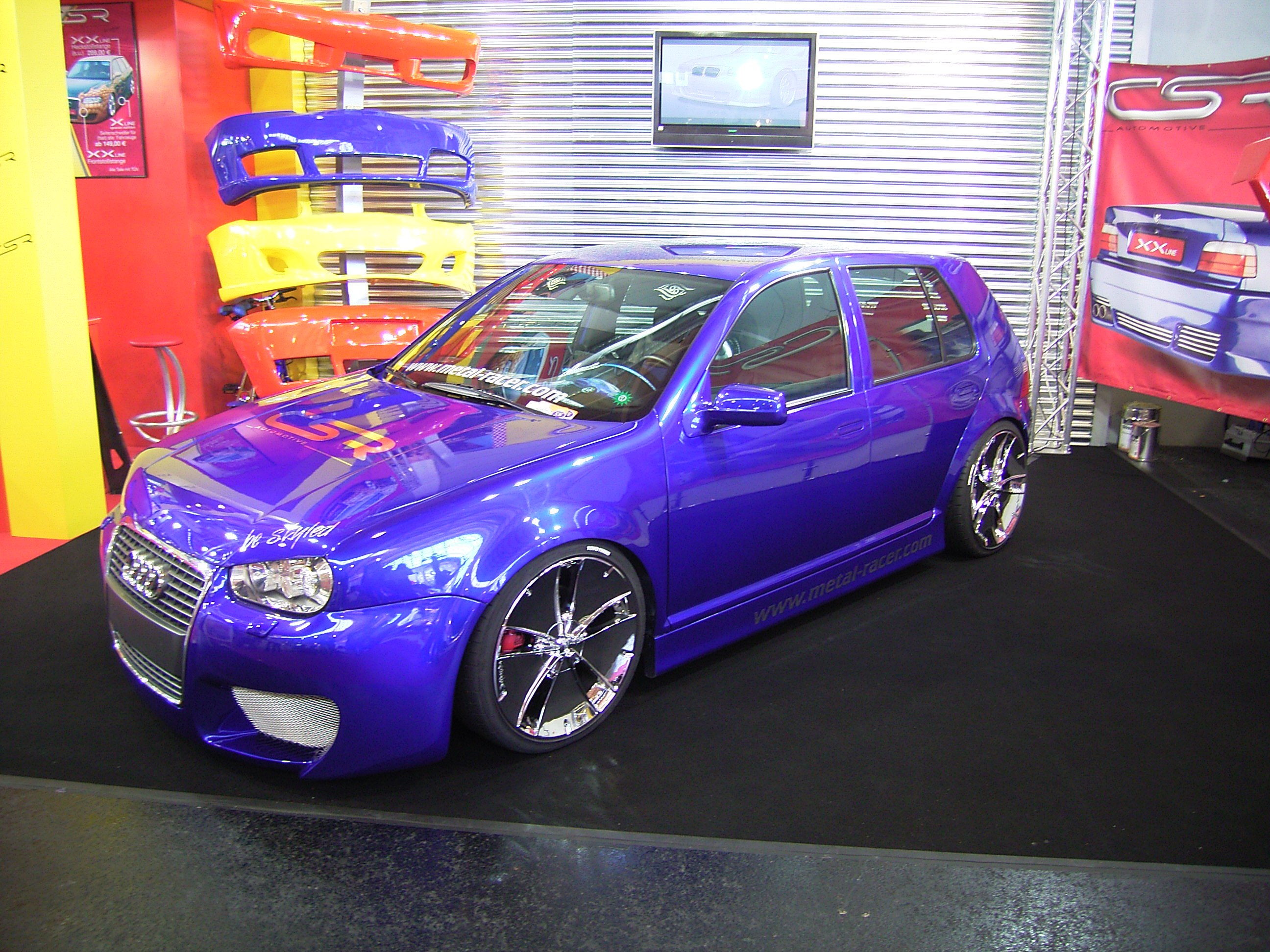
"gepimpte" Volkswagen Golf

Pimpen is een werkwoord dat zoiets betekent als 'opleuken', 'verfraaien' of 'versieren', vaak op een manier die te overdreven of kitscherig is. Het kwam vooral in trek onder jongeren aan het begin van de 21e eeuw. Onder wat oudere Amerikanen en Engelsen is dit gebruik van deze term niet bekend.

## Beschrijving
Het modewoord is afgeleid van het Engelse pimp, dat pooier betekent. In Amerikaans slang werd het werkwoord to pimp aan het begin van de 21e eeuw synoniem voor het overdadig versieren of 'customizen' van auto's. De manier waarop dat gebeurt roept associaties op met de wereld van gangsters/souteneurs zoals die bijvoorbeeld in de jaren 70 in Amerikaanse blaxploitation-films werd neergezet. Vandaar de associatie met pimp/pooier. In het Nederlands taalgebied was men al wel bekend met de termen "pooierbak" en "hoerensloep", waarmee grote, luxueuze auto's bedoeld werden.
Het woord werd in een bredere betekenis populair door televisiezender MTV. Deze jongerenzender produceerde aan het begin van de 21ste eeuw televisieprogramma's als "Pimp my Ride" en "Pimp my Room", waarin respectievelijk auto's en studentenkamers onder handen werden genomen. De auto's werden opgeknapt en uitgerust met allerlei technische snufjes en hebbedingen, zoals televisies, spelcomputers en aquaria. De kamers werden heel overdreven volgens een bepaalde stijl ingericht, zoals in de gothicstijl, of extreem studentikoos. Na het succes van "Pimp my Ride" besloot de muziekzender MTV om de combinatie "pimp my" als merk te deponeren, waardoor andere organisaties niet langer van de zinsnede "pimp my" gebruik mochten maken. De combinatie was in zeer korte tijd echter een zodanige versteende uitdrukking geworden, dat meerdere organisaties in het Nederlands taalgebied - niet op de hoogte van het alleenrecht van MTV - de woordcombinatie voor promotiedoeleinden inzetten:

## Voorbeelden
- pimp my pinpas (november 2005), een actie van de Postbank - aangekondigd via internet - waarbij het mogelijk werd gemaakt om een persoonlijke afbeelding op de eigen pinpas te laten afdrukken. De actie was gratis in november, maar toen de actie aansloeg en er ook via radio en televisie reclame voor gemaakt werd (zij het niet (meer) onder die naam), diende er vanaf december 2005 voor de service betaald te worden.
- pimp my vakbond (november 2005), een bijeenkomst in Amsterdam, georganiseerd door de Nederlandse vakbondsorganisatie FNV om jongeren te werven voor de pas opgerichte jongerentak van de organisatie
- pimp my bike, een televisieprogramma van de Amsterdamse omroep AT5
- pimp my life (maart 2006), de werktitel van een televisieprogramma van de Evangelische Omroep waarin gepoogd wordt om het leven van een zwerver weer op de rails te krijgen.

Slechts in het laatste geval is bekend dat MTV ook daadwerkelijk een claim legde op haar "pimp my"-merk. Eind februari werd bekend dat MTV van de EO eiste om de naam "Pimp my life" niet te gebruiken, op straffe van een dwangsom. De EO besloot hierop om de titel van het programma om te buigen naar "Fiks my life" (verwijzend naar de achternaam van presentatrice Margje Fikse).
Verder is nog bekend dat presentator Paul de Leeuw de uitdrukking in zijn televisieprogramma Mooi Weer de Leeuw gebruikte, waarin iedere week een gast iets kan laten pimpen.
Veronica zendt sinds 2005 een eigen interpretatie van Pimp My Ride uit onder de naam De Grote Beurt.